# Zbisław Martini
Zbisław Martini (ur. 20 maja 1912 we Lwowie, zm. 1 grudnia 1990 w Poznaniu) – polski specjalista w zakresie mechanizacji rolnictwa.

## Życiorys
Studiował równocześnie na dwóch wydziałach Politechniki Lwowskiej, na Wydziale Mechanicznym i Hutniczym, od 1932 był zatrudniony jako asystent na Wydziale Hutniczym. Po wkroczeniu Armii Czerwonej do Lwowa rozpoczął pracę na Wydziale Rolniczo-Lasowym Akademii Rolniczej w Dublanach, gdzie zetknął się z problemem mechanizacji rolnictwa. W styczniu 1945 wyjechał do Warszawy, gdzie zorganizował kursy dla traktorzystów oraz zaangażował się w powstanie Instytutu Mechanizacji i Elektryfikacji Rolnictwa. Dwa lata później został oddelegowany do Wrocławia, gdzie na połączonych Uniwersytecie i Politechnice Wrocławskiej zorganizował Katedrę Konstrukcji Maszyn Rolniczych, a następnie na jej kanwie Wydział Mechanizacji Rolnictwa. Równocześnie od 1951 na nowo powstałej Wyższej Szkole Rolniczej przez osiem lat kierował Katedrą Maszynoznawstwa Rolniczego na Wydziale Rolniczym, był wybitnym specjalistą konstrukcji maszyn rolniczych. W 1958 Wydział Mechanizacji Rolnictwa został przeniesiony na Politechnikę Poznańską, w związku z tym Zbisław Martini zamieszkał w Poznaniu. W 1959 przedstawił rozprawę, na podstawie której uzyskał stopień doktora nauk rolniczych, a Politechnika Poznańska nadała mu stopień profesora. W 1961 związał się zawodowo z tamtejszą Akademią Rolniczą, gdzie zorganizował Katedrę Maszynoznawstwa Rolniczego. Od 1969 przez trzy lata pełnił funkcję dziekana Wydziału Mechanicznego Wyższej Szkoły Rolniczej w Olsztynie.
Spoczywa na Cmentarzu Junikowo w Poznaniu w Alei Zasłużonych (AZ-3-L-7).

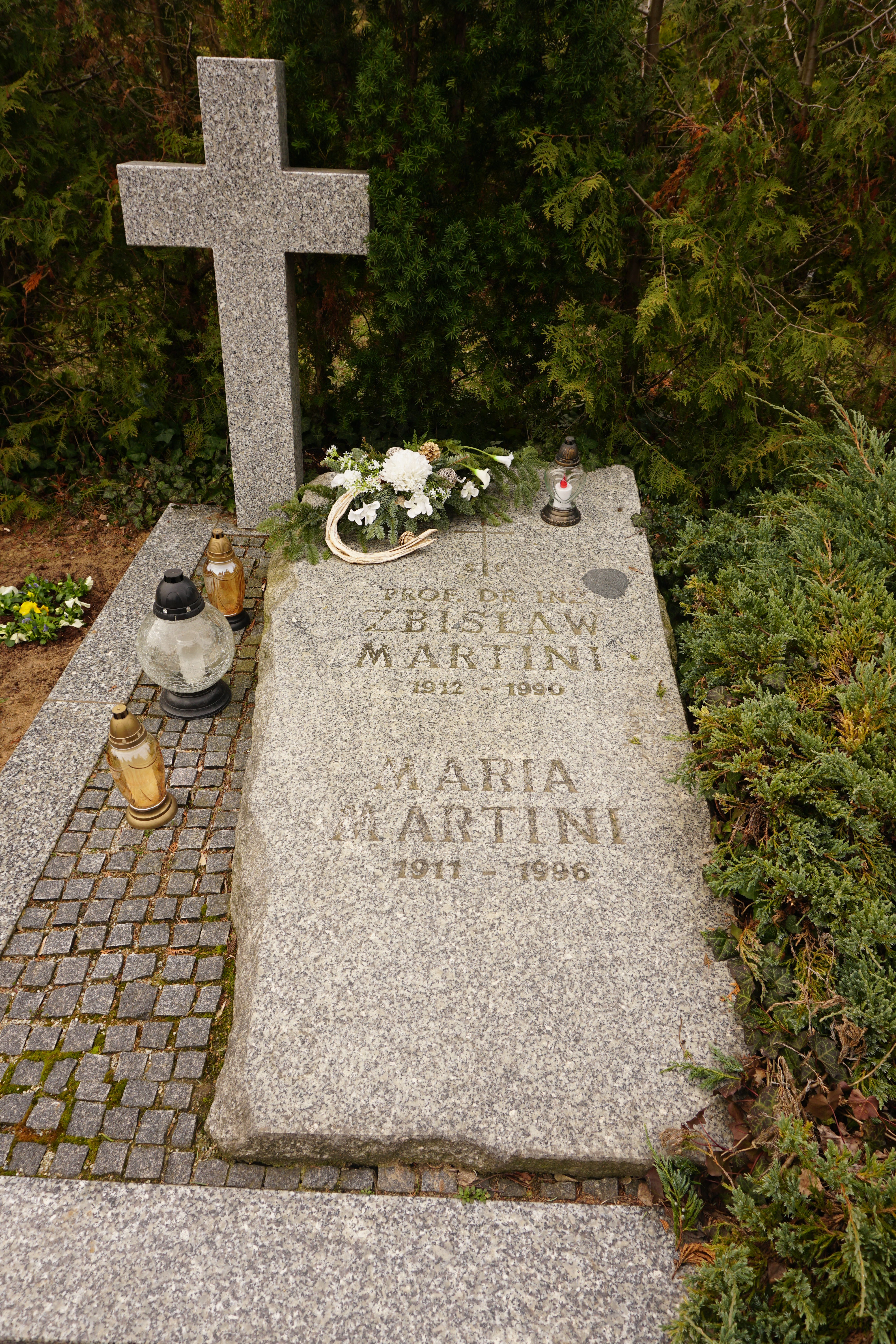
Grób profesora Zbisława Martiniego na Cmentarzu Junikowo

## Członkostwo
- Członek Komitetu Mechanizacji i Elektryfikacji Rolnictwa PAN
- Członek Komitetu Zagospodarowania Ziem Górskich PAN
- Członek Zespołu Problemowego Filmu Badawczego w Rolnictwie i Leśnictwie PAN

## Odznaczenia
- Medal 10-lecia Polski Ludowej;
- Medal 30-lecia Polski Ludowej;
- Medal Komisji Edukacji Narodowej;
- Złoty Krzyż Zasługi;
- Krzyż Kawalerski Orderu Odrodzenia Polski;
- Zasłużony Nauczyciel PRL.